# Château du Roc (Saint-André-d'Allas)

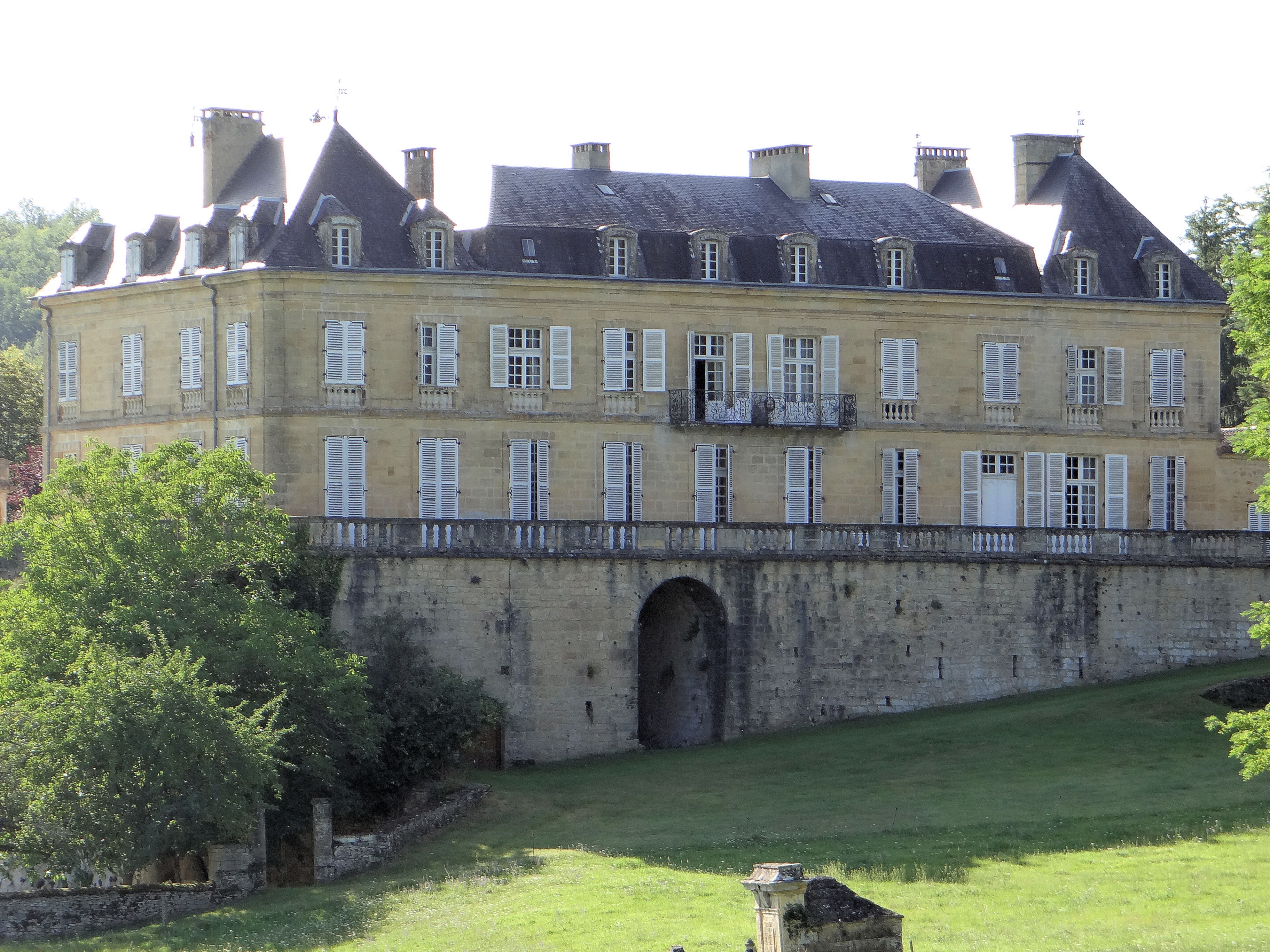
Schloss du Roc (2012)

Das Château du Roc,  auch Schloss du Roc oder Schloss du Roch genannt, ist ein französisches Schloss in der Ortschaft Le Roch in der Gemeinde Saint-André-d'Allas im Département Dordogne in der Region Nouvelle-Aquitaine.
Das Schloss steht seit 1948 unter Denkmalschutz.